# Goldwind
Xinjiang Goldwind Science & Technology Company eller Goldwind (SZSE: 002202 HKEX: 2208) er Kinas næststørste vindmølleproducent og blandt verdens fem største. Goldwind har hovedsæde i byen Ürümqi i Xinjiang-provinsen. Virksomheden er desuden børsnoteret på Hong Kong Stock Exchange og Shenzhen Stock Exchange. Goldwind ejer den tyske vindmølleproducent VENSYS.
Goldwind Science & Technology Co. er specialiseret i forskning og udvikling af store vindmøller. Virksomhedens primære produkter inkluderer 600 kilowatt (kW), 750 kW, 1,2 megawatt (MW), 1,5 MW Permanent Magnet Direct Drive (PMDD) og 2.5 MW PMDD  vindmølleserier. Virksomheden udbyder også service, udvikling og salg af vindkraftprojekter og teknologi. Vindmøllerne distribueres primært til hjemmemarkedet i Kina, desuden har virksomheden installeret enkelte vindmøller i udlandet, så som tre 1,5 MW vindmøller i Pipestone, Minnesota, USA. 

## Historie
- Xinjiang Wind Energy Company blev grundlagt i 1986, hvilket markerede begyndelsen på vindkraftudvikling i Xinjiang, Kina
- I 1989 blev 13 danske BONUS 150 KW vindmøller opstillet i Dabancheng, hvilket dengang var den største vindmøllepark i Kina og Asien.
- I 1998 begyndte det nyetablerede Xinfeng Scientific and Industrial Trade Co. at udvikle en 600 kW vindmølle.
- I 1999 blev 600 kW vindmøllen færdigudviklet.
- I 2002 etablerede Kinas første store vindmøllepark med 200 stk. 600KW~1MW vindmøller.
- I 2003 blev Goldwind Kinas største vindturbineproducent. VENSYS opstillede sin første 1,2 MW prototype i Tyskland.
- I 2006 blev Goldwind Wind Energy GmbH registeret og etableret i Tyskland. I februar 2006 etablerede Goldwind Science & Technology Creation Wind Power Equipment Co., Ltd i Beijing.
- I 2008 blev den tyske vindmølleprodunt VENSYS fuldt overtaget.

## Vindmøller
Modeller under en MW
- 600 kW
- 750 kW

### Modeller over en MW
- 1500 kW direct-drive
- 2500 kW permanent magnet direct-drive wind turbine

### Udviklingsmodeller
- 3000 kW first transmission permanent magnet wind turbine
- 5000 kW